# Dębowiec (Precarpazia)
Dębowiec è un comune rurale polacco del distretto di Jasło, nel voivodato della Precarpazia.
Ricopre una superficie di 85,81 km² e nel 2004 contava 8 347 abitanti.